# Kolopelu
Kolopelu est un lieu-dit de Alo à Wallis-et-Futuna sur Futuna connu pour avoir été une des premières missions de maristes de Polynésie. 

## Histoire
Kolopelu est fondé en 1848 puis développé par la mission mariste de Futuna. Marie-Françoise Perroton s'y s'installe en 1854. Elle y reprend seule ses activités jusqu’à ce que trois religieuses du Tiers-ordre de la Société de Marie viennent l'aider en 1858. Elle est alors reçue comme religieuse par le père Victor François Poupinel sous le nom de Marie du Mont Carmel et a la charge d'une communauté de cent cinquante garçons et filles. Pratiquement paralysée dès 1869, elle y meurt le 10 août 1873. 
La chapelle de la mission de Kolopelu est de nos jours totalement en ruine.
En 2013, Kolopelu a accueilli les épreuves de beach-volley des Mini-Jeux du Pacifique.